# 山下俊彦
山下 俊彦（やました としひこ、1919年7月18日 ‐ 2012年2月28日）は、日本の実業家。松下電器産業（現在のパナソニック）の3代目社長。
大阪府出身。位階は従三位。大阪市立泉尾工業学校卒業。
実業学校卒の叩き上げで、創業者・松下幸之助による異例の大抜擢を受けて取締役26名中序列25番目から社長に就任した。この抜擢人事は、体操選手の山下治広が披露した跳馬の技にちなんで「山下跳び」と呼ばれた。
1991年から1995年まで日本社会人団体馬術連盟の会長も務めた。1997年、日本棋院から大倉喜七郎賞を受賞した。

## 略歴
- 1938年 - 松下電器産業に入社[2][3]。
- 1948年 - 退社[7]。
- 1956年 - 松下電子工業に復帰[7][8]。
- 1962年 - 関連会社のウエスト電気に常務取締役として出向[9]。
- 1965年 - 松下電器産業冷機事業部長に就任[10]。
- 1974年2月 - 松下電器産業取締役に就任[11]。
- 1977年2月 - 松下電器産業株式会社 社長に就任[12][13]。
- 1986年2月 - 社長退任[14][13]。取締役相談役[13]。
- 1990年 - 勲一等瑞宝章を受章。
- 1995年 - 相談役[15]。
- 1999年7月 - 特別顧問[15]。
- 2012年2月28日 - 老衰のため死去[16]。92歳没。叙・従三位

## 関連書籍
- 高多清在 『山下俊彦が語る人が育ついい話』山下俊彦（談）　中経出版　1992年　ISBN 978-4806106111。

## 脚註
1. ↑  山下(1987) 36ページ
2. 1 2  山下(1987) 38ページ
3. 1 2  北 334ページ
4. ↑  コッター 217ページ
5. ↑  “山下俊彦氏が死去　元松下電器産業（現パナソニック）社長”. 日本経済新聞. (2012年3月1日) 2014年3月20日閲覧。{{cite news}}:  CS1メンテナンス: 先頭の0を省略したymd形式の日付 (カテゴリ)
6. ↑  北 335ページ
7. 1 2  山下(1987) 40ページ
8. ↑  “【時代のリーダー】山下俊彦・松下電器産業相談役”. 日経ビジネスオンライン. (2009年2月5日) 2014年3月20日閲覧。{{cite news}}:  CS1メンテナンス: 先頭の0を省略したymd形式の日付 (カテゴリ)
9. ↑  山下(1987) 45ページ
10. ↑  山下(1987) 49ページ
11. ↑  山下(1987) 56ページ
12. ↑  立石 254ページ
13. 1 2 3  山下(1987) 241ページ
14. ↑  立石 302ページ
15. 1 2  「訃報：山下俊彦さん死去…元松下電器社長、92歳」 『毎日新聞』、2012年3月1日
16. ↑  “松下電器元社長の山下俊彦氏死去　抜てき人事「山下跳び」”. 共同通信. (2012年3月1日) 2014年3月20日閲覧。{{cite news}}:  CS1メンテナンス: 先頭の0を省略したymd形式の日付 (カテゴリ)